# Mahendragarh (Distrikt)
Der Distrikt Mahendragarh (Hindi महेन्‍द्रगढ जिला, Panjabi ਮਹਿੰਦਰਗੜ੍ਹ ਜ਼ਿਲਾ), auch Mohindergarh, ist ein Distrikt im nordwestindischen Bundesstaat Haryana etwa 120 km westsüdwestlich von Delhi. Der Distrikt gehört zur National Capital Region. Sitz der Distriktverwaltung ist die Stadt Narnaul.

## Geographie
Der Distrikt liegt im Süden Haryanas an der Grenze zu Rajasthan. Er erstreckt sich über eine Fläche von 1899 km² und grenzt im Norden an die Distrikte Bhiwani, Charkhi Dadri und Rohtak, im Osten an Rewari und im Süden bzw. Westen an die Distrikte Alwar und Jhunjhunu (beide Rajasthan) im Süden bzw. im Westen. Geomorphologisch ist der Distrikt Teil der ausgedehnten Indus-Ganges-Schwemmebene. Im Süden sind Sandflächen häufig. Sanddünen können bis zu 30 Meter Höhe erreichen, sind im Durchschnitt aber meist etwa sieben Meter hoch. Ein Kennzeichen des Distrikts sind Hügelketten, die Ausläufer des Aravalligebirges sind. Die wichtigsten Fließgewässer sind Dohan und Krishnawati, die von Norden nach Süden fließen und nur während der Monsunzeit Wasser führen.

## Klima
Das Klima im Distrikt kann als subtropisches Steppenklima charakterisiert werden, mit sehr heißen Sommern, verhältnismäßig kalten Wintern und überwiegender Trockenheit, mit Ausnahme der Monsunzeit. Die mittlere Maximaltemperatur liegt bei 41 °C im Mai/Juni und die mittlere Minimaltemperatur beträgt 5,6 °C im Januar. Es gibt vier Jahreszeiten im Jahr. Die heiße Jahreszeit beginnt von Mitte März bis zur letzten Juniwoche, gefolgt vom Südwestmonsun, der bis September andauert. Die Nachmonsunzeit von September bis Oktober bildet eine Übergangszeit. Die Wintersaison beginnt spät im November und dauert bis zur ersten Märzwoche. Der Südwestmonsun bringt etwa 84 % des Jahresniederschlags von durchschnittlich 500 mm mit sich. Juli und August sind die regenreichsten Monate. Außerhalb der Monsunzeit regnet es nur sporadisch, häufig im Zusammenhang mit westlichen Tiefdruckgebieten und Gewitterstürmen. Der Niederschlag nimmt im Allgemeinen von Südwesten nach Nordosten zu.

## Geschichte

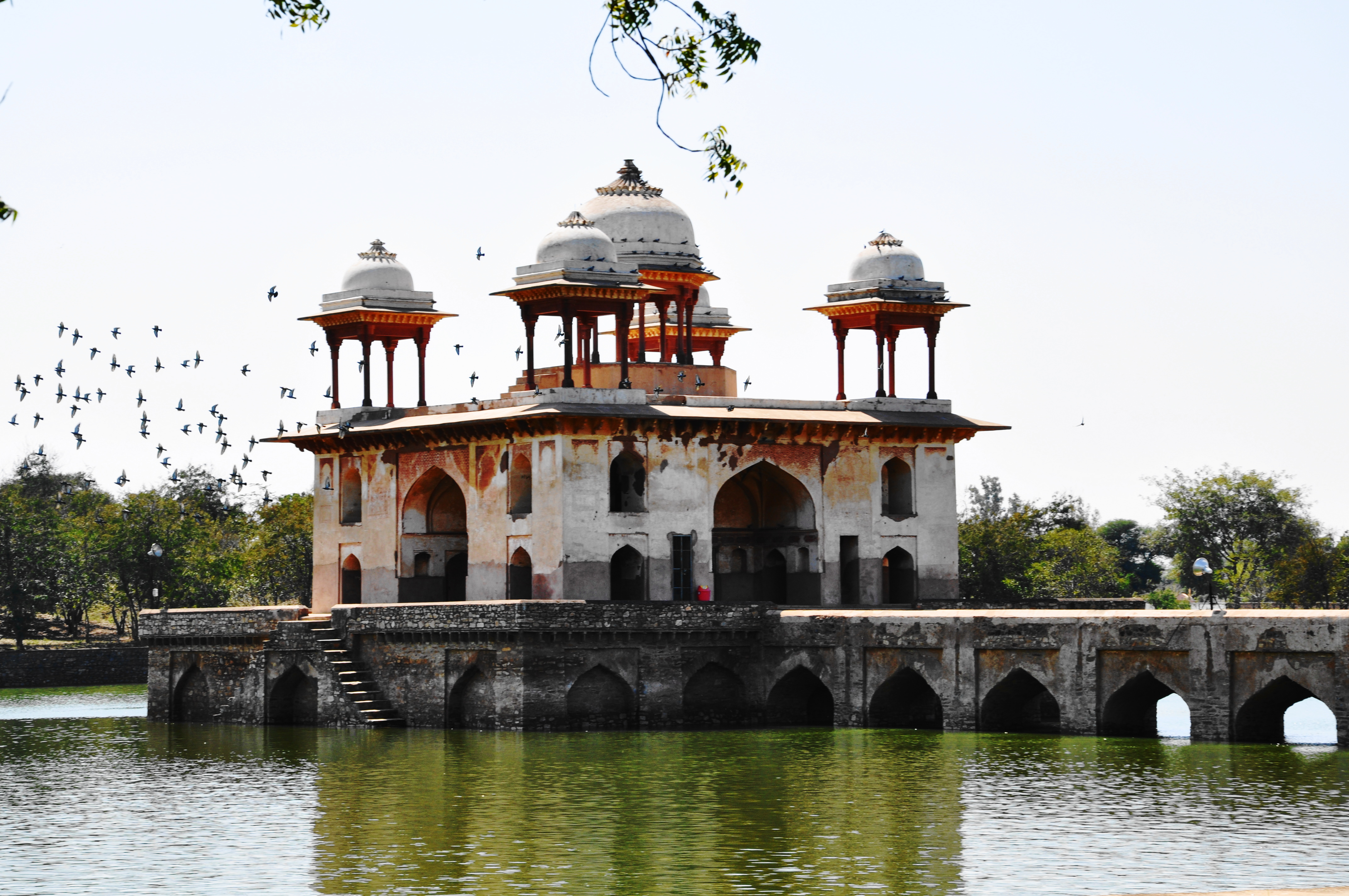
Jal Mahal in Narnaul

Das Gebiet Haryanas kam zu großen Teilen mit dem im zweiten Marathenkrieg geschlossenen Vertrag von Surji Anjangaon vom 30. Dezember 1803 unter die Kontrolle der Britischen Ostindien-Kompanie.  Diese übertrug das Gebiet Mahendragarhs im Jahr 1806 dem verbündeten Nawab von Jhajjar Najabat Ali Khan. Nachdem sich dessen Nachkomme Nawab Abdul-Rahman Khan beim indischen Aufstand von 1857 mit dem letzten Großmogul Bahadur Shah Zafar verbündet und auf die Seite der Aufständischen geschlagen hatte, wurde er von den Briten gefangen genommen, wegen Hochverrats verurteilt und am 23. Dezember 1857 in Delhi hingerichtet. Seine Ländereien wurden konfisziert und zunächst als neuer Distrikt Jhajjar organisiert. Mit dem Sanad (der Beurkundung) vom 4. Januar 1861 erhielten die loyal gebliebenen Fürstenstaaten Patiala, Nabha und Jind ehemalige Gebiete Jhajjars, darunter das Gebiet des späteren Distrikts Mahendragarh.
Nach dem Ende Britisch-Indiens schlossen sich die östlichen Fürstenstaaten der vormaligen Provinz Punjab 1948 zu einem Staatenbund, der Patiala and East Punjab States Union (PEPSU) zusammen. Im selben Jahr wurde der Distrikt Mahendragarh aus Territorien verschiedener ehemaliger Fürstenstaaten gebildet: den Tehsils Narnaul und Mahendragarh von Patiala, Dadri (Charkhi Dadri) von Jind und einem Teil des Nizamats Bawal von Nabha. Zur Distrikthauptstadt wurde Narnaul bestimmt. PEPSU wurde 1950 ein Bundesstaat der Republik Indien. Mit dem Provinces and States (Absorption of Enclaves) Order, 1950 wurden zwei Dörfer an Rajasthan und 78 Dörfer an den Distrikt Gurgaon (Gurugram) abgegeben. Im States Reorganisation Act wurde PEPSU 1956 an den Bundesstaat Punjab angegliedert. 1966 kam der Distrikt Mahendragarh zum neu gegründeten Bundesstaat Haryana.
Am 22. Dezember 1972 wurden das Tehsil Dadri und 22 Dörfer des Tehsils Mahendragarh an den neu gegründeten Distrikt Bhiwani abgegeben. Dafür gewann der Distrikt das Tehsil Rewari mit Ausnahme von 61 Dörfern vom Distrikt Gurgaon. Im April 1974 wurden weitere 6 Dörfer an Bhiwani abgegeben.
Am 1. November 1989 entstand aus Teilen des Distrikts Mahendragarh und des Distrikts Rohtak der neue Distrikt Rewari. Außerdem gab es in der Dekade 1981–91 kleinere Gebietsabtretungen an den Distrikt Bhiwani. Seitdem erfolgten keine weiteren territorialen Änderungen.

## Bevölkerung
Beim Zensus 2011 betrug die Einwohnerzahl 922.088. 10 Jahre zuvor waren es noch 812.521. Dies entspricht einem Wachstum von knapp 13,5 %. Das Geschlechterverhältnis lag 2011 bei 895 Frauen auf 1000 Männer. Die Alphabetisierungsrate lag bei 77,72 % (89,72 % bei Männern, 64,57 % bei Frauen). In religiöser Hinsicht war der Distrikt außerordentlich homogen: über 99 % der Bevölkerung waren Hindus.

## Verwaltungsgliederung
Der Distrikt Mahendragarh ist in 5 Tehsils (Ateli, Kanina, Mahendragarh, Nangal Chaudhary, Narnaul) und ein Sub-Tehsil (Satnali) gegliedert.
Einzige Stadt vom Status eines Municipal Councils ist Narnaul. Die vier Siedlungen vom Typ eines Municipal Committees sind Kanina, Mahendragarh, Ateli. Einzige Census Town ist Nangal Chaudhary (alle Angaben bezogen auf den Zensus 2011).